# ガリミムス
ガリミムス（学名：Gallimimus）は、獣脚類恐竜の1種。学名の意味は「鶏もどき」でダチョウ恐竜として知られるオルニトミムス科の一つであり、全長は4-6メートル、推定体重440キログラムと、このグループではデイノケイルスを除いて最大の種である。中生代白亜紀後期（約7,000万年前）のゴビ砂漠に生息していた。

## 発見
化石は1970年代初頭ゴビ砂漠で発見され、1972年リンチェン・バルスボルド, ハルツカ・オスモルスカ, およびEwa Roniewiczによって命名された。

## 特徴

### 形態

人間との大きさ比較

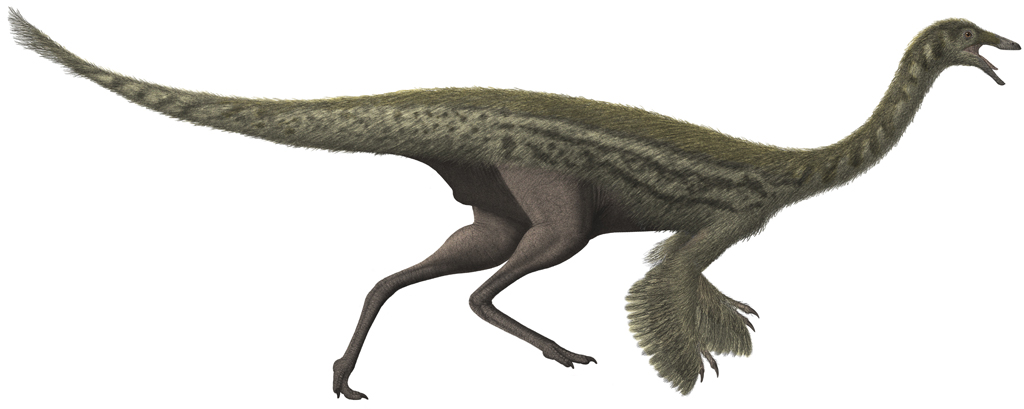
復元図

ゴビ砂漠の恐竜としては、プロトケラトプスやベロキラプトルと並んで有名なもので、幼体から成体の全身の骨格やその一部などを含め、少なくとも化石が40-87体以上、その中から保存状態の良い完全な骨格が3体分発見されている。オルニトミムス類では最も詳しく調べられており、骨格のつくりから、現代のダチョウのようで、チーター並の速度で走ることができたと推測され、最速の恐竜の1つであったと考えられている。細長い首と足、尻尾を持っていた。前肢はやや短く、特に手がオルニトミムス類としては相対的に短く前肢全体の1/4しかなかった。頭部は小さく大きな目をもち、吻部は嘴状になっていた。長い尾は二足歩行としてバランスをとるのに役立った。目は顔の横に位置しており立体視はできなかったらしい。現代の鳥類のように中空の骨を持っていた。頭骨の構造が詳しく研究されており、脳函からは体に対して相対的に大きな脳を持っていたことが判明しており、最も知能の高い恐竜の一つであったようである。また、羽毛が残っている化石はまだ見つかってないが、このグループならどの種類にもあったと考えられている。

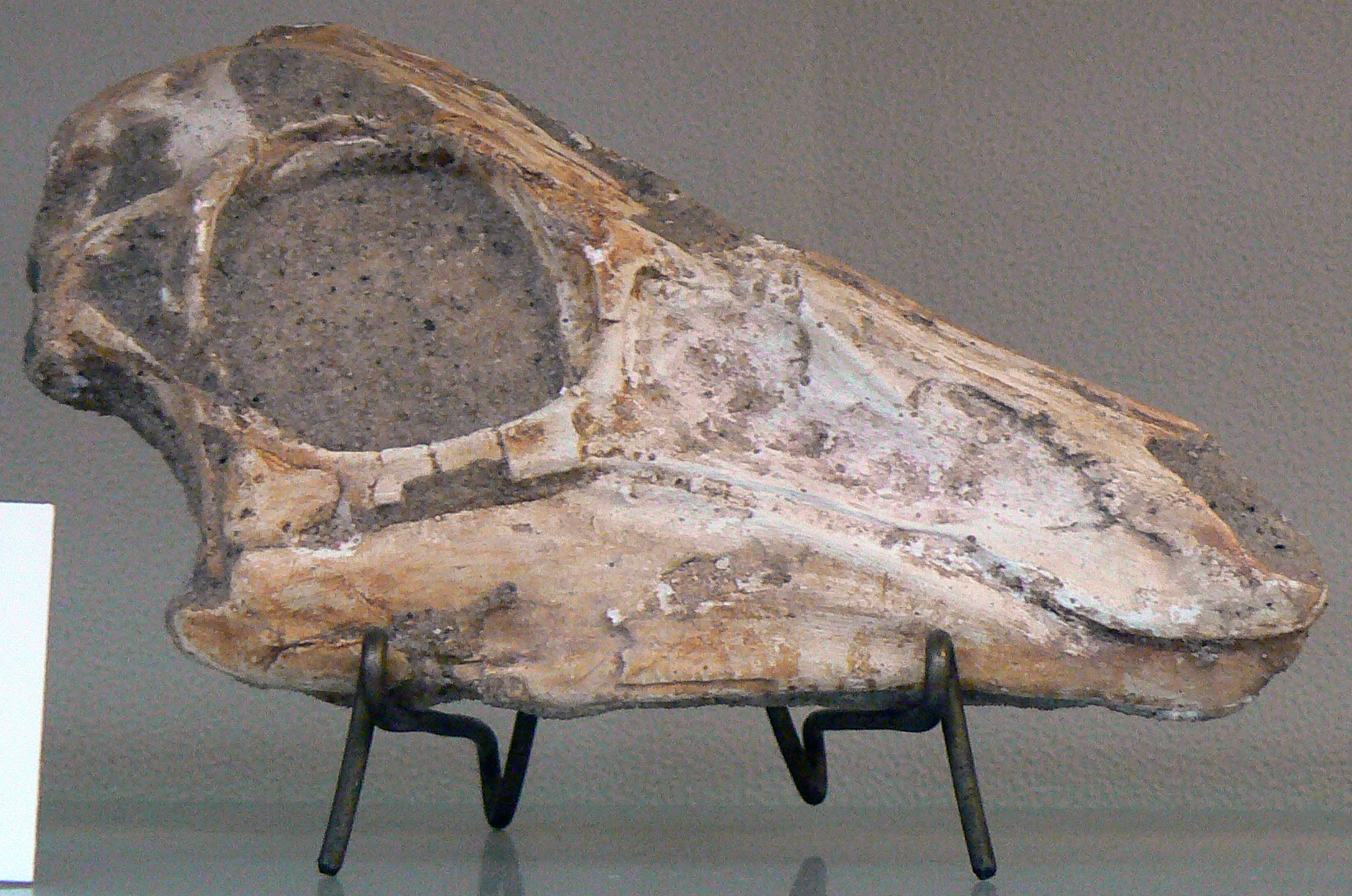
Gallimimus bullatus の頭骨

### 食性
明らかに獣脚類であるが、歯が無く嘴になっており、他の種類と違って腕がわりと短いなどといったことでその食性にはいまだに謎が多い。しかしながら、2001年Peter J. Makovickyによってゴビ砂漠で発見された数体分の化石の中から、くちばしに櫛に似たフィルターを持っていた可能性が示唆され、これを使って現生のフラミンゴのように濾過食を行っていたのではないかという推測が提示された。この発見は、ガリミムスに歯がないことへのこれまでの説明に疑問を投げかけるとともに、今までの恐竜の中で初めての“採餌構造の発見”ともなった。ガリミムスは雑食性であり、地上では地面や木の植物を中心に小型の甲殻類、種子、昆虫などを食べ、沼や小川では微生物を濾しとって食べたのだろう。鼻先の嘴で他の恐竜の卵を割って食べることもあった。
映画ジュラシックパークの中ではT-rexから群れで逃げる姿が描かれている。足跡など具体的な証拠はないが食性や体形から考えられるレイヨウや鳥類との類似点からすると群れで生活していた可能性は高い。また脚力からすればすばやく逃げることが外敵から身を守る一番の手段だったのは確実なようである。

## サンチュウリュウ
1981年群馬県中里村（現神流町）でオルニトミムス類と見られる胸胴椎（腰のあたりの背骨）の化石が発見された。山中地溝帯と呼ばれる埼玉県から長野県にかけて存在する白亜紀の地層から発見されたため山中竜（サンチュウリュウ）と通称がつけられた。 アジア産のオルニトミムス類が他に知れていなかったためガリミムスであるとされていた。しかし、化石は断片的であり種の判定には不十分で、また化石が発見された地層は白亜紀前期（1億4600万年-9700万年前）のものであり後期に生息していたガリミムスでは有り得そうもない。そのため今日では不明のオルニトミムス類とされ、その後発見されたガルディミムスやハルピミムスと関連するより原始的なオルニトミモサウルス類のものと考えられる。